# Laura de los Ángeles
Laura Lepe de los Ángeles (Sevilla, 22 de septiembre de 1986), conocida como "Laura de los Ángeles", es una pianista, cantante y compositora de flamenco y música española  . Es conocida por ser la primera pianista en la historia del flamenco en lanzar al mercado un material compuesto e interpretado por ella misma.

## Biografía
Creció entre la Alameda de Hércules y el Aljarafe. Desde sus primeros años estuvo rodeada de artistas como Manolo Soler, Jesús Bola y Quique Paredes.
A los 11 años comenzó su formación musical en el Conservatorios Elemental de Triana, posteriormente comenzó el Grado Medio con 15 años en el Conservatorio Profesional "Cristobal de Morales" de Sevilla, y por último con 17 años, saltándose 4 cursos, comenzó el Grado Superior en la Especialidad de Flamencología en Córdoba,estudiando allí todo un mes. Desde pequeña participó en variedad de proyectos musicales profesionales, destacando principalmente en la percusión y el piano por su forma de llevar el compás flamenco.
En diciembre de 2007 el cantautor Nando Juglar decide ser el productor ejecutivo del primer trabajo discográfico de Laura de los Ángeles, titulado "El Callejón del Agua". Así, en ese mismo año, Laura decide abandonar su especialidad en Flamencología cuando se encontraba en el Tercer curso para dedicarse por completo a su carrera como Artista compositora e intérprete de piano Flamenco. Como resultado, en marzo de 2008, Laura de los Ángeles publica su primer material discográfico con tan sólo 21 años bajo la dirección y producción musical de Jesús Bola.
La promoción de "El Callejón del Agua" le ha llevado a presentar su Espectáculo "El Callejón de Laura" en Madrid en el Teatro Lara, Teatro Español, Teatro Madrid y el Teatro Federico García Lorca apadrinada por Paco Ortega y a variedad de teatros y salas en otras ciudades de España en eventos totalmente autoproducidos. También fuera de las fronteras de su país, en 2008 en Francia en "Planete Andalucía", apadrinada por Jean Marie; también en 2008 en Colombia, apadrinada por Nando Juglar; en 2010 en Suecia y Noruega junto al guitarrista de blues Tony Remy en una producción musical creada por Lars Josephsen; en 2011 en Italia bajo la producción "Un piano flamenco y palomas" creada por Samantha H. Agastin y en agosto de 2012 a Costa Rica, una Gira creada y producida por Laura Jiménez y su sello "Arte CR Producciones".
"El Callejón del agua" recibió en 2008 la nominación a la XII Edición de los Premios de la Música como mejor Álbum de flamenco. Laura de los Ángeles también fue finalista de los Premios Flamenco Hoy 2008 en la modalidad 'Mejor Disco Instrumental'.
Grandes personalidades del arte flamenco se afanan en contratarla como artista invitada en sus espectáculos, tales como el maestro del cante Calixto Sánchez, Nano de Jerez, El Polaco, Laura Vital, Juan Valderrama y grandes guitarristas como Manolo Franco, Antonio Carrión, Eduardo Rebollar, Manolito Herrera, entre otros. De hecho, en el año 2010, Juan Valderrama, Luis Heredia El Polaco y Paco Escobar no dudaron en incluir a Laura de los Ángeles para engrandecer sus espectáculos dentro de la afamada Bienal de Flamenco, en su Edición N.º XVI.
En julio de 2011 el artista colombiano Juanes, a través del director general de la Cadena Ser Alejandro Nieto Molina, citó a Laura de los Ángeles en uno de sus conciertos de su gira por España para declararle la admiración que siente por la forma tan innovadora que tiene de tocar el piano. En octubre de 2012, durante su Gira "Unplugged" volvió a citarla para hablar del nuevo trabajo discográfico de Laura e invitarla a tocar junto a él en el escenario.https://www.youtube.com/watch?v=CH2RyaNwAuc
En la primavera de 2013 se llevó a cabo la grabación de su esperado Segundo Disco, "Mi Nueva Esperanza", inspirado en su reciente maternidad y en el anhelo de un mundo nuevo donde prevalezcan los Derechos Humanos, los sueños y el Arte. Nuevamente fue grabado en los Estudios Bola, con la Dirección Musical de Jesús Bola.
En la actualidad (abril de 2014), Laura se encuentra en plena Presentación de su segundo Disco "Mi Nueva Esperanza", que saldrá a la venta el 20 de mayo, así como de otros proyectos en los que participa como Artista Invitada en calidad de Pianista Flamenca.

## Discografía

### Álbumes
- 2008: El Callejón del Agua
- 2014: Mi Nueva Esperanza